# Sérénade de la rue
Pour plus de détails, voir Fiche technique et Distribution.
Sérénade de la rue (en allemand : Straßenserenade) est un film allemand réalisé par Werner Jacobs sorti en 1953.

## Synopsis
Depuis que le chauffeur de bus Mario a perdu son emploi à la suite d'un accident dont il était responsable, il gagne sa vie comme chanteur de rue afin de pouvoir rembourser ses dettes envers l'escroc Sachetti. Un jour, Wanda Siria, la grande star de la danse à l'Odéon, et son collègue Gino Ferro, chanteur de schlager bien connu, remarquent la belle voix du jeune talent. Comme Gino n'a pas chanté depuis un an en raison d'une maladie du larynx et ne peut plus enregistrer, la maison de disques REGINA a des difficultés financières. Maintenant, Gino a l'idée de sortir de nouveaux disques avec la voix de Mario sous son nom à lui.
Après que le plan a fonctionné avec un grand succès, le directeur Bartoli insiste pour que Gino remplisse son contrat. Mais maintenant, Mario en a marre de retirer les marrons du feu pour son nouvel ami. Il veut aller chez Nina, la fille du professeur de musique pauvre Sandora, qui l'a formé. Cependant, la jeune fille le refuse, parce que Mario refuse d'expliquer son absence pendant des semaines. Mais voilà que Gino a de quoi se réjouir : sur la scène de l'Odéon, il se laisse synchroniser par l'invisible Mario. Personne ne remarque le subterfuge sauf le professeur Sandora, qui reconnaît la voix de son ancien élève.
Par coïncidence, l'escroc Sachetti a vent de l'affaire. Il tente alors de faire chanter le patron de la maison de disques. Lorsque cela échoue, il se précipite dans les coulisses de la prochaine représentation et fait taire Mario. Gino est choqué, mais le choc a aussi un bon côté : du coup il retrouve sa voix et chante mieux que jamais. Cependant, Sachetti n'abandonne pas facilement. Il balance tout à la presse, et dès le lendemain on peut lire dans les journaux comment les visiteurs de l'Odéon ont été escroqués. Wanda a l'idée salvatrice de la façon d'éviter le scandale menaçant : elle organise un "concert de mendiants" avec des chansons réalistes écrites autrefois par le professeur Sandora et chantées par Gino et Mario. De nombreux journalistes prennent place dans la salle. Soudain, Wanda apparaît devant le public et explique que ce n'est qu'une astuce publicitaire de la maison de disques, pour présenter le nouveau chanteur Mario Monti. La presse et le reste du public comprennent. Une nouvelle star est née.

## Fiche technique
- Titre : Sérénade de la rue
- Titre : Straßenserenade
- Réalisation : Werner Jacobs
- Scénario : Helmut Weiss
- Musique : Willy Mattes, Hans Lang, Benny de Weille
- Direction artistique : Franz Bi, Bruno Monden
- Photographie : Erich Claunigk (de)
- Montage : Luise Dreyer-Sachsenberg (de)
- Production : Willy Zeyn
- Société de production : Willy Zeyn-Film GmbH, Neue Münchner Lichtspielkunst GmbH (Neue Emelka)
- Société de distribution : Neue Filmverleih
- Pays d'origine :  Allemagne de l'Ouest
- Langue : allemand
- Format : Noir et blanc - 1,37:1 - Mono - 35 mm
- Genre : Musical
- Durée : 87 minutes
- Dates de sortie :
  - Allemagne de l'Ouest : 24 novembre 1953
  - France : 5 mars 1956[1]
  - URSS : 13 août 1956

## Distribution
- Vico Torriani : Mario Monti
- Rolf Wanka : Gino Ferro, chanteur de schlager
- Sybil Werden : Wanda Siria, danseuse
- Ellinor Jensen : Nina
- Otto Gebühr : Professor Teofilo Sandora
- Hans Reiser (de) : Luigi
- Charles Regnier : Sachetti
- Paul Heidemann : Fabio
- Maria Sebaldt (de) : Carmela
- Walter Janssen : Bartoli, le directeur
- Herbert Weicker (de) : Carlo

## Production
Le film est produit au studio Bavaria Film à Geiselgasteig et au studio Carlton sur la Tulbeckstraße à Munich. Les prises de vue en extérieur sont faites à Gênes, Nervi, Camogli et Rapallo.